# ServiceNow
 (août 2021).
ServiceNow, Inc. (Service-now en 2011) est une entreprise américaine de logiciels basée à Santa Clara, en Californie, qui développe une plateforme de cloud computing pour aider les entreprises à gérer les flux de travail numériques pour les opérations de l'entreprise, et a également été reconnue pour son innovation[non neutre].
Elle est fondée en 2003 sous le nom de Glidesoft, Inc. par Fred Luddy, le précédent directeur de la technologie des entreprises Peregrine Systems et BMC Remedy et a ensuite été incorporée en Californie en 2004.
ServiceNow est coté à la bourse de New York et fait partie de l'indice Russell 1000.
Elle est notamment connue pour son logiciel de suivi de problèmes et de logiciel de gestion des services d'assistance.

## Histoire
Jusqu'à la mi-2005, Luddy[Qui ?] était le seul employé et se concentrait sur le développement du logiciel que l'entreprise offrirait. Puis vinrent les premières embauches, cinq personnes, et la levée de 2,5 millions de dollars en financement de capital-risque auprès de JMI Equity.
En 2006, la société a changé son nom pour ServiceNow. En 2007, ServiceNow a déclaré un chiffre d'affaires annuel de 13 millions de dollars américains et a ouvert son premier bureau dans la Silicon Valley, à San José.
En janvier 2011, la société comptait 275 employés dans ses bureaux de San Diego, Chicago, New York, Atlanta, Londres et Francfort, ainsi qu'un partenariat avec Accenture qui comptait plus de 100 consultants ServiceNow.
En juin 2012, ServiceNow est devenue une société cotée en bourse à la suite d'une introduction en bourse de 210 millions de dollars américains. Peu de temps après, la société a déménagé son siège social de San Diego à Santa Clara, en Californie.
En octobre 2019, la société a annoncé que le PDG John Donahoe serait remplacé par Bill McDermott, ancien PDG de SAP SE à la fin de l'année.
En août 2021, la société a racheté l'entreprise Mapwize afin d'élargir les services qu'elle propose actuellement.